# Wildschutzgebiet Umphang
Das Wildschutzgebiet Umphang (Thai: เขตรักษาพันธุ์สัตว์ป่าอุ้มผาง) ist ein Wildschutzgebiet im Landkreis (Amphoe) Umphang (อำเภออุ้มผาง) der Provinz Tak (ตาก). Die Provinz Tak liegt in der Nordregion von Thailand.

## Lage
Der Ort Umphang liegt etwa 160 Kilometer im Süden der Stadt Mae Sot an der Grenze zwischen Thailand und Birma. Reist man über diese Straße an, so lernt man einer der landschaftlich reizvollsten Gegenden Thailands kennen. Sie führt über etwa 1.100 Kurven, die zum Teil recht steil sind, in die wilde Berglandschaft des Südens der Provinz Tak. Im Westen des Ortes, also Richtung Birma, liegt das Naturschutzgebiet.

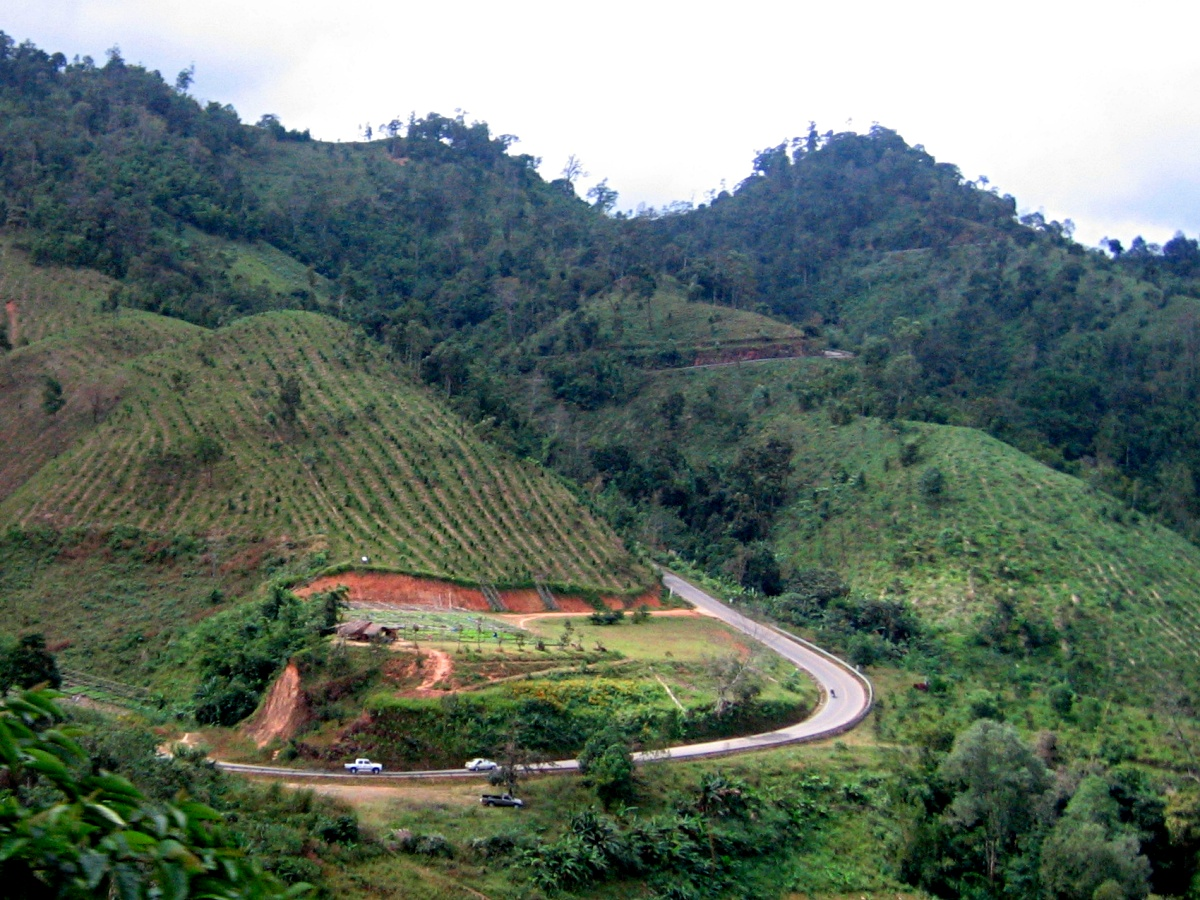
Eine der Kurven der Straße Mae Sot-Umphang

Für einige Bereiche des Naturschutzgebiets ist ein spezieller Passierschein der Polizeistation im Ort Umphang erforderlich. Dies dient der eigenen Sicherheit und soll auch zu einem ökologisch sauberen Tourismus beitragen.

## Topographie
Das Gebiet des Wildschutzgebiets Umphang ist gekennzeichnet durch steile Berghänge, an denen immergrüne Wälder, Mischwälder und Flügelfruchtgewächsen (Dipterocarp) vorherrschen. 
Der Ort Umphang liegt auf etwa 700 Meter Höhe und ist umgeben von Bergketten, die bis auf 2000 Meter ansteigen.

## Fauna und Flora
Dank der lange Zeit geschützten Lage zeigt sich hier eine große Artenvielfalt der Tier- und Pflanzenwelt. Hier findet sich eines der wenigen noch intakten Dschungelgebiete Thailands.
Neben dem Nashornvogel (Aceros nepalensis) kann man auch die große Entenart Cairina scutulala beobachten. Ab März kann man zahlreiche blühende Orchideenarten bewundern.

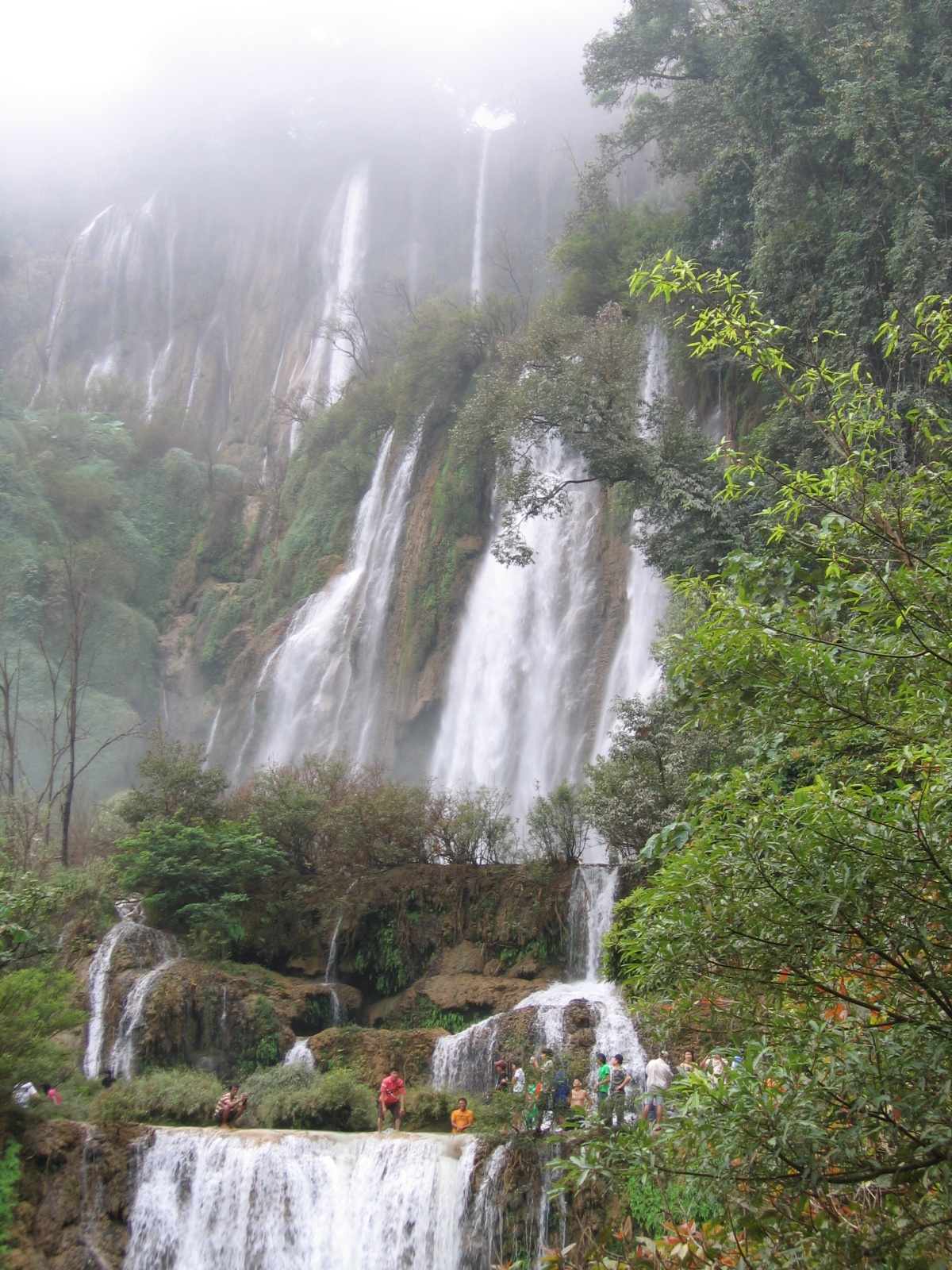
Der Wasserfall Thi Lo Su

## Sehenswürdigkeiten
Im Naturschutzgebiet befindet sich der mit fast 200 Metern höchste Wasserfall Thailands, der Namtok Thi Lo Su (น้ำตกทีลอซู). Die Breite des Falls liegt je nach Jahreszeit bei etwa 40 bis 170 Metern. Er ist eingebettet in eine ursprüngliche Dschungellandschaft.
Bei Touristen sind Floßfahrten auf dem Mae Nam Mae Klong (Mae-Klong-Fluss) beliebt. 
Der Ort Umphang selbst bietet keine nennenswerten Sehenswürdigkeiten, doch kann man von hier aus Trekking-Touren und Elefantentouren unternehmen.

## Klima
Aufgrund der Höhenlage ist es hier kühler als in den meisten übrigen Teilen von Thailand. In der kühlen Jahreszeit kann es nachts bis 5 °C abkühlen.

## Geschichte
Das Gebiet war lange Zeit aufgrund seiner Grenzlage zu Birma militärisches Sperrgebiet. Hier lebten und wirkten bis in die 1980er Jahre zahlreiche Drogenhändler und kommunistische Freischärler, die die ausgesprochen unzugängliche Lage der Berglandschaft ausnutzen konnten. Heute wird der Ort Umphang überwiegend von Karen bewohnt.
Erst 1987 wurde das Sperrgebiet aufgehoben, und die Gegend um Umphang wurde schließlich 1989 mit Hilfe der UNESCO zum Wildschutzgebiet erklärt. 